# Periodo costituzionale transitorio
Il periodo costituzionale transitorio, nel diritto costituzionale italiano e nella storia della politica italiana, è la fase storica compresa tra il 25 luglio 1943 e il 2 giugno 1946, cioè il periodo compreso fra la caduta del governo fascista di Mussolini, la nascita del Regno del Sud e la scelta della forma repubblicana con il referendum istituzionale e l'elezione dell'Assemblea Costituente. 
Questa fase, a sua volta, è ulteriormente suddivisibile in varie sottofasi.

## Storia

### La caduta del regime fascista

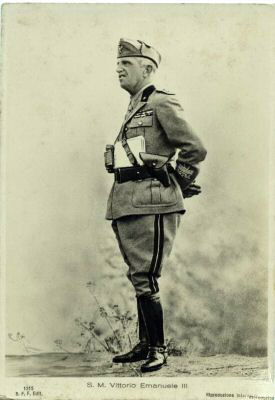
Il Re Vittorio Emanuele III

Pietro Badoglio

Di fronte all'evoluzione degli eventi bellici della seconda guerra mondiale, con lo sbarco degli alleati in Sicilia, che ormai prefiguravano una disfatta, e alla conseguente perdita di consenso subita dal regime fascista, si creò all'interno del fascismo stesso una fronda. Il 25 luglio del 1943 fu quindi presentato da Dino Grandi e approvato dal Gran Consiglio del Fascismo un ordine del giorno con il quale si chiedeva al Re di assumere, "con l'effettivo comando delle forze armate di terra, di mare e dell'aria", "quella suprema iniziativa di decisione" che lo Statuto gli riconosceva all'articolo 5.
Il sovrano, come noto, accolse questo invito e, fatto arrestare Mussolini, nominò capo del Governo il generale Pietro Badoglio, il quale – annunciato che comunque la guerra sarebbe proseguita – procedette a eliminare le riforme effettuate dal fascismo all'ordinamento statutario ottocentesco (enti collegati al Partito Nazionale Fascista, socializzazione dei mezzi di produzione, Tribunale speciale per la difesa dello Stato), promettendo inoltre l'indizione di nuove elezioni entro quattro mesi dalla fine del conflitto, nonostante il mantenimento del divieto di istituzione di partiti politici. Il 5 agosto 1943 fu soppressa la Camera dei fasci e delle corporazioni, mentre il Senato del Regno restò in carica.

### Il "Regno del Sud" e i primi atti politici
In seguito all'armistizio di Cassibile, dell'8 settembre, (con conseguente dichiarazione di non belligeranza e denuncia dell'alleanza con la Germania nazista), il Re e il Governo Badoglio fuggirono da Roma (in cui erano presenti forze tedesche) a Brindisi (libera dal controllo dei nazisti e non ancora raggiunta dall'avanzata degli angloamericani). Le forze armate furono lasciate allo sbando, e il Paese si trovò diviso in due: il cosiddetto Regno del Sud, già liberato dagli alleati, formalmente sotto la sovranità sabauda, e la Repubblica Sociale Italiana (RSI), nelle regioni ancora occupate dai nazisti, formalmente guidata da Mussolini.
Il primo atto politico del Governo insediatosi a Brindisi fu l'approvazione e la firma del cosiddetto armistizio lungo. Tale documento, firmato da Badoglio a bordo della corazzata HMS Nelson alla fonda nelle acque di Malta il 29 settembre 1943, rappresentava un'integrazione dettagliata dei principi generali enunciati dall'armistizio corto firmato a Cassibile il 3 settembre. Pur rendendo esecutivo il principio della resa incondizionata, gli Alleati si impegnavano a ammorbidire le condizioni della resa in proporzione all'aiuto che l'Italia avrebbe fornito nella lotta contro i nazisti.
Solo il 13 ottobre il Governo dichiarò guerra alla Germania, atto concordato da Badoglio con gli Alleati nell'armistizio lungo, e consegnata all'ambasciata tedesca a Madrid. Dal punto di vista politico tale dichiarazione era molto importante poiché poneva l'Italia all'interno delle forze alleate, sia pur con la qualifica di cobelligerante e lo status di "combattente" per i soldati italiani, nei confronti dei tedeschi, che nei loro confronti avevano già compiuto fucilazioni come quelle dell'eccidio di Cefalonia.

### La delegittimazione del potere regio
Dal punto di vista legale nulla era cambiato, ma dal punto di vista sostanziale il potere del monarca era venuto a mancare per la scissione del territorio nazionale in zone distinte, entrambi per motivi diversi sottratti alla regia potestas: il Nord e il centro Italia, inclusa Roma, la capitale, si trovava di fatto, per il tramite della RSI, sotto il ferreo controllo nazista, al Sud le condizioni dell'armistizio avevano privato il Re del potere statutario e della sovranità di fatto, per via delle limitazioni derivanti dall'armistizio. Di fronte a questa delegittimazione del potere regio, perciò, si affermarono come nuovi soggetti politici i partiti italiani, ricostituitisi nonostante il formale mantenimento del divieto, e uniti nel Comitato di Liberazione Nazionale (CLN): ne facevano parte il Partito Comunista Italiano, il Partito Socialista Italiano di Unità Proletaria, Democrazia del Lavoro, il Partito d'Azione, la Democrazia Cristiana e il Partito Liberale Italiano, che formavano la cosiddetta esarchia.
Il CLN si affermò anche sulla scena internazionale, come soggetto complesso, plurimo, che si candidava all'egemonia politica nel Paese con il Congresso di Bari (28-29 gennaio 1944), in cui unanimemente i partiti aderenti chiesero l'abdicazione del Re nonché la composizione di un Governo con pieni poteri e con la partecipazione di tutti i sei partiti, per affrontare la guerra e «al fine di predisporre con garanzia di imparzialità e libertà la convocazione di un'Assemblea costituente appena cessate le ostilità».

### Le competenze territoriali
Dal 19 settembre 1943 le provincie pugliesi di Bari, Brindisi, Lecce e Taranto e la Sardegna furono riconosciute indipendenti e affidate al governo di Badoglio pur sotto lo stretto controllo della Allied Control Commission, mentre il resto della penisola e la Sicilia restarono sotto il controllo della Amministrazione militare alleata dei territori occupati (AMGOT). Solo l'11 febbraio 1944 gli Alleati trasferirono al governo italiano la giurisdizione della Sicilia, che era sotto l'Amministrazione militare alleata dal luglio 1943, e le province dell'Italia meridionale già occupate e quelle che venivano via via liberate. La competenza dell'AMGOT si ridusse così a Napoli, alle zone prossime al fronte e a quelle di particolare interesse militare, mentre il neo-governo ebbe così sovranità su gran parte dell'Italia meridionale. In seguito fu istituito l'Alto Commissariato per la Sicilia, organo di governo istituito dal Regno dell'Italia del Sud per governare la Sicilia consegnata dall'AMGOT. Sempre in febbraio Badoglio provvide alla sostituzione di diversi ministri del suo gabinetto, che dall'8 settembre erano rimasti a Roma, di fatto impossibilitati a governare.

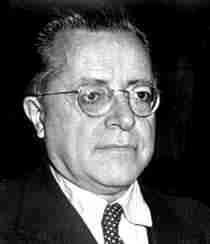
Palmiro Togliatti

### La tregua istituzionale

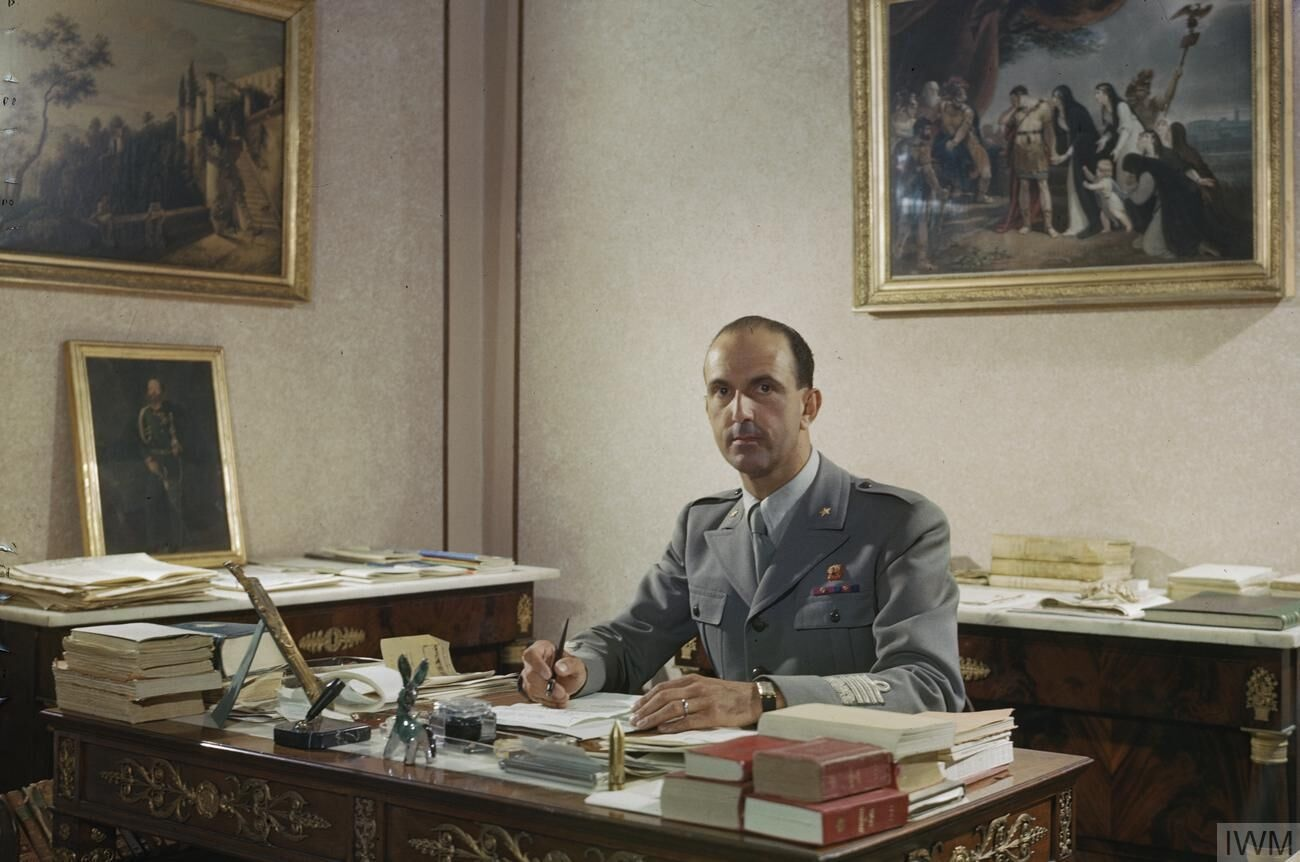
Il principe Umberto nel suo studio a Napoli nel maggio 1944.

Nel 1944 si ebbe l'improvviso riconoscimento del governo Badoglio da parte dell'Unione Sovietica, fatto che spiazzò sia gli angloamericani (all'oscuro delle relative trattative) sia la sinistra politica italiana, che fino ad allora aveva avuto una posizione di netta chiusura nei confronti della monarchia. Su pressione di Stalin i comunisti italiani diedero la loro disponibilità a entrare nel governo e gli altri partiti di sinistra si sentirono obbligati a fare altrettanto per non restare fuori dai giochi politici.
Si pervenne così alla famosa "svolta di Salerno": i partiti politici mettevano da parte i sentimenti antimonarchici per rimandare alla fine della guerra la questione istituzionale e accettavano di entrare in un nuovo governo guidato da Badoglio; il Sovrano accettava di cedere i suoi poteri a suo figlio allorché Roma fosse stata liberata.  Il 22 aprile fu nominato un nuovo Governo, il governo Badoglio II in cui entrarono tutti i partiti del Comitato di liberazione, dalla DC al PCI, con sede a Salerno (dal 22 aprile 1944 Salerno fu sede dell'esecutivo fino a dopo la liberazione di Roma), vicino al quartier generale alleato di Caserta. Tale vicinanza aveva anche valenza politica in quanto ora gli Alleati avevano maggior considerazione del governo italiano.

### I governi del Comitato di liberazione
Il 4 giugno 1944, con l'ingresso delle truppe alleate, Roma fu liberata. Vittorio Emanuele III nominò suo figlio Umberto II luogotenente del Regno. Il 18 giugno fu nominato un nuovo Governo, con Presidente del Consiglio Bonomi. Inizialmente il governo ebbe sede ancora a Salerno, e dal 15 luglio 1944 a Roma.

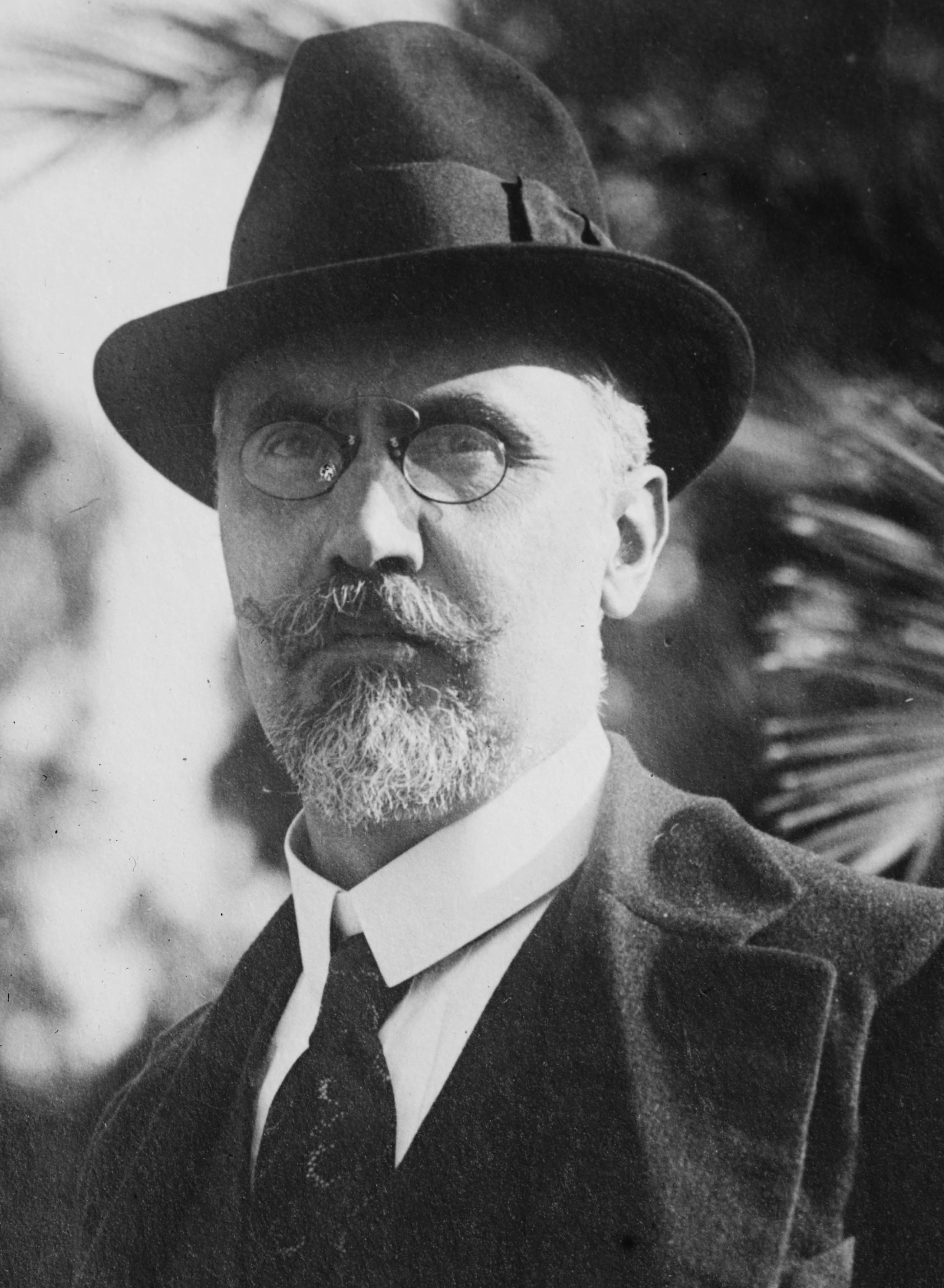
Ivanoe Bonomi

Il precedente accordo tra la Corona e il CLN fu formalizzato nel decreto legge luogotenenziale 151/1944 in cui si stabiliva che alla fine della guerra sarebbe stata convocata un'Assemblea costituente per dare una Costituzione allo Stato e risolvere la questione istituzionale. I Ministri, nel frattempo, si sarebbero impegnati ad agire senza pregiudicare in alcun modo la risoluzione della questione istituzionale.
Il Governo, inoltre, con tale decreto si attribuiva la funzione legislativa. Essendo lo Statuto del Regno (meglio noto come Statuto Albertino) una costituzione flessibile (esso cioè non prevedendo l'esistenza di leggi costituzionali poteva essere modificato con legge ordinaria), di fatto tale decreto dava vita a una sorta di assetto costituzionale transitorio, che introduceva una nuova forma di legislazione: il decreto legislativo luogotenenziale (d.lgs.lgt.). Fu proprio uno di questi decreti, nel 1945, a riconoscere per la prima volta in Italia il diritto di voto alle donne.

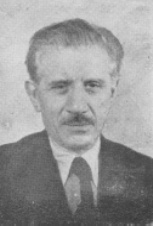
Ferruccio Parri

### La normalizzazione istituzionale
Dopo la liberazione di Roma, il nord Italia continuava a essere controllato dai nazi-fascisti. In queste regioni le stesse funzioni che nel Regno del sud furono proprie del CLN vennero svolte dal Comitato di Liberazione Nazionale - Alta Italia (CLN-AI), che prendeva possesso delle zone man mano liberate e coordinava la lotta partigiana in quelle ancora occupate. Il governo durante la transizione costituzionale affidò dal 15 luglio 1944 al 25 settembre 1945 a Vittorio Emanuele Orlando le funzioni amministrative spettanti al Presidente della Camera dei deputati.
Con la Liberazione (25 aprile 1945), quasi tutto il territorio nazionale veniva ricondotto sotto l'autorità formale del Governo Bonomi e la sovranità formale della Corona di Savoia. Emersero anche i contrasti tra la linea più attendista del CLN e quella più riformista del CLN-AI (in cui trovavano rappresentanza le formazioni partigiane, piuttosto che i partiti), che portarono alla crisi del gabinetto Bonomi e alla nomina a Presidente del Consiglio il 21 giugno 1945 di Ferruccio Parri, comandante partigiano del Partito d'Azione.
Questo Governo, pur dilaniato da contrasti tra i partiti (vertenti soprattutto sulla questione elettorale), istituì un Ministero per la Costituente, con il compito di preparare i materiali giuridici e politici sui quali l'Assemblea avrebbe potuto lavorare, e convocò il 25 settembre 1945 la Consulta Nazionale (un'assemblea legislativa provvisoria, non elettiva, in cui si trovavano rappresentati tutti i partiti del CLN), già istituita il 5 aprile da Bonomi ma ancora non resa operativa, attraverso la quale si intendeva dare una parvenza di legittimità rappresentativa alle istanze dei partiti del CLN.

### L'assemblea costituente e la nascita della Repubblica
Al termine del conflitto, raggiunto l'obiettivo comune del CLN, venne meno l'accordo unanime su cui si basavano i governi dell'esarchia. Il gabinetto Parri entrò in crisi con l'uscita del Partito liberale dall'accordo dei partiti (dal momento che non poteva misurarsi con una votazione l'effettivo peso politico di ciascuna forza, non poteva parlarsi di una caduta della maggioranza, sebbene l'autorevolezza del partito fosse tale da produrre effetti simili); gli sarebbe successo (10 dicembre 1945) il primo gabinetto de Gasperi.
Nel frattempo si fecero ancora più profonde le divisioni tra i partiti: mentre da un lato il Partito Liberale avrebbe voluto sottolineare la continuità tra il nuovo Stato e lo Stato prefascista, contrastato in questo intento dai nuovi partiti di massa (soprattutto Partito Comunista e Partito Socialista d'Unità Proletaria, ma anche la Democrazia Cristiana), d'altro lato le sinistre e i cattolici erano divisi sulle questioni elettorali, e in particolare sull'opportunità del voto obbligatorio sanzionato, sulla contestualità delle elezioni per l'Assemblea costituente con quelle amministrative, sui poteri stessi dell'Assemblea costituente.
Un nuovo equilibrio fu registrato a seguito dell'approvazione del decreto legislativo luogotenenziale 98/1946, in cui si stabiliva una sorta di secondo periodo costituzionale transitorio: il potere legislativo e quello esecutivo rimanevano nelle mani del governo, ma questo avrebbe dovuto avere la fiducia dell'Assemblea Costituente. Quest'ultima oltre a redigere la nuova costituzione avrebbe avuto anche il compito di approvare le leggi di bilancio e i trattati internazionali. Di fatto, però, in continuità con la tradizione parlamentare prefascista, tale assemblea fu investita dal governo anche delle questioni legislative più importanti. Si stabiliva, infine, che il Capo dello stato avrebbe dovuto essere il Re oppure un Capo provvisorio dello stato eletto a maggioranza dei tre quinti dell'assemblea, a seconda che la questione istituzionale fosse stata risolta in favore della monarchia o della repubblica.
Il suddetto decreto stabiliva, inoltre, che la risoluzione della questione istituzionale sarebbe stata affidata a un referendum, da svolgersi contemporaneamente all'elezione dell'Assemblea costituente. Quest'ultima sarebbe stata eletta con il sistema proporzionale puro, e il voto sarebbe stato obbligatorio, ma senza sanzioni per chi non si fosse recato alle urne.
La data delle due votazioni fu fissata per il 2 giugno 1946. Si ebbe un'aspra campagna elettorale, durante la quale la tregua istituzionale fu rotta da Vittorio Emanuele III: il Re abdicò (9 maggio) in favore del figlio, che divenne quindi Umberto II Re d'Italia. A sorpresa, il governo accolse il nuovo sovrano sua sponte modificando la tradizionale formula che avrebbe usato negli atti, sopprimendo quella locuzione "per Grazia di Dio e per volontà della Nazione" che precedeva il titolo "Re d'Italia".
Il referendum istituzionale sancì la vittoria della repubblica (12 717 923 di voti, contro i 10 719 284 della monarchia), mentre i suffragi per l'Assemblea costituente delinearono una netta affermazione dei partiti di massa (Democrazia Cristiana, Partito Socialista d'Unità Proletaria e Partito Comunista) e una forte contrazione dei partiti d'opinione.
Successivamente, come riflesso della divisione degli alleati in due blocchi contrapposti, si creò una contrapposizione anche nella politica nazionale tra sinistre e di centro, che sfociò nel quarto gabinetto de Gasperi (31 maggio 1947) con il quale, con l'uscita dei socialisti e dei comunisti, si pose fine all'unità nazionale: cominciava il cosiddetto "centrismo", con il predominio politico della Democrazia Cristiana e l'affermazione della cosiddetta conventio ad excludendum, estesa prima a tutte le sinistre, e successivamente limitata ai soli comunisti.
L'Assemblea approvò il 23 dicembre 1947 la nuova Costituzione italiana, che entrò poi in vigore il 1º gennaio 1948.

## Cronologia dei governi dal 1943 al 1946
Il governo De Gasperi I fu, de facto, sia l'ultimo governo regio sia il primo governo repubblicano, mentre il primo governo repubblicano de jure fu il governo De Gasperi II.
| Ritratto           | Presidente del Consiglio dei Ministri | Partito                        | Governo                       | Composizione                  | Mandato          | Mandato               | Legislatura                        | Entità statale    | Capo di Stato         |
| ------------------ | ------------------------------------- | ------------------------------ | ----------------------------- | ----------------------------- | ---------------- | --------------------- | ---------------------------------- | ----------------- | --------------------- |
|                    | Pietro Badoglio (1871-1956)           | Militare                       | Badoglio I                    | Governo tecnico-militare      | 25 luglio 1943   | 22 aprile 1944        | XXX legislatura del Regno d'Italia | Regno d'Italia    | Vittorio Emanuele III |
| Camera soppressa   | Pietro Badoglio (1871-1956)           | Militare                       | Badoglio I                    | Governo tecnico-militare      | 25 luglio 1943   | 22 aprile 1944        |                                    | Regno d'Italia    | Vittorio Emanuele III |
| Badoglio II        | Pietro Badoglio (1871-1956)           | Militare                       | DC; PCI; PSIUP; PLI; PdA; PDL | 22 aprile 1944                | 22 giugno 1944   |                       |                                    | Regno d'Italia    | Vittorio Emanuele III |
|                    | Ivanoe Bonomi (1873-1951)             | Partito Democratico del Lavoro | Bonomi II                     | DC; PCI; PSIUP; PLI; PdA; PDL | 22 giugno 1944   | 12 dicembre 1944      | Umberto II                         | Regno d'Italia    |                       |
| Bonomi III         | Ivanoe Bonomi (1873-1951)             | Partito Democratico del Lavoro | DC; PCI; PLI; PDL             | 12 dicembre 1944              | 21 giugno 1945   |                       | Umberto II                         | Regno d'Italia    |                       |
|                    | Ferruccio Parri (1890-1981)           | Partito d'Azione               | Parri                         | DC; PCI; PSIUP; PLI; PdA; PDL | 21 giugno 1945   | 10 dicembre 1945      | Umberto II                         | Regno d'Italia    |                       |
| Consulta Nazionale | Ferruccio Parri (1890-1981)           | Partito d'Azione               | Parri                         | DC; PCI; PSIUP; PLI; PdA; PDL | 21 giugno 1945   | 10 dicembre 1945      | Umberto II                         | Regno d'Italia    |                       |
|                    | Alcide De Gasperi (1881-1954)         | Democrazia Cristiana           | De Gasperi I                  | DC; PCI; PSIUP; PLI; PdA; PDL | 10 dicembre 1945 | 13 luglio 1946        | Umberto II                         | Regno d'Italia    |                       |
| De Gasperi II      | Alcide De Gasperi (1881-1954)         | Democrazia Cristiana           | DC; PCI; PSIUP; PRI           | 13 luglio 1946                | 28 gennaio 1947  | Assemblea Costituente | Repubblica Italiana                | Alcide De Gasperi |                       |
| De Gasperi II      | Alcide De Gasperi (1881-1954)         | Democrazia Cristiana           | DC; PCI; PSIUP; PRI           | 13 luglio 1946                | 28 gennaio 1947  | Assemblea Costituente | Repubblica Italiana                | Enrico De Nicola  |                       |